# Orson Welles

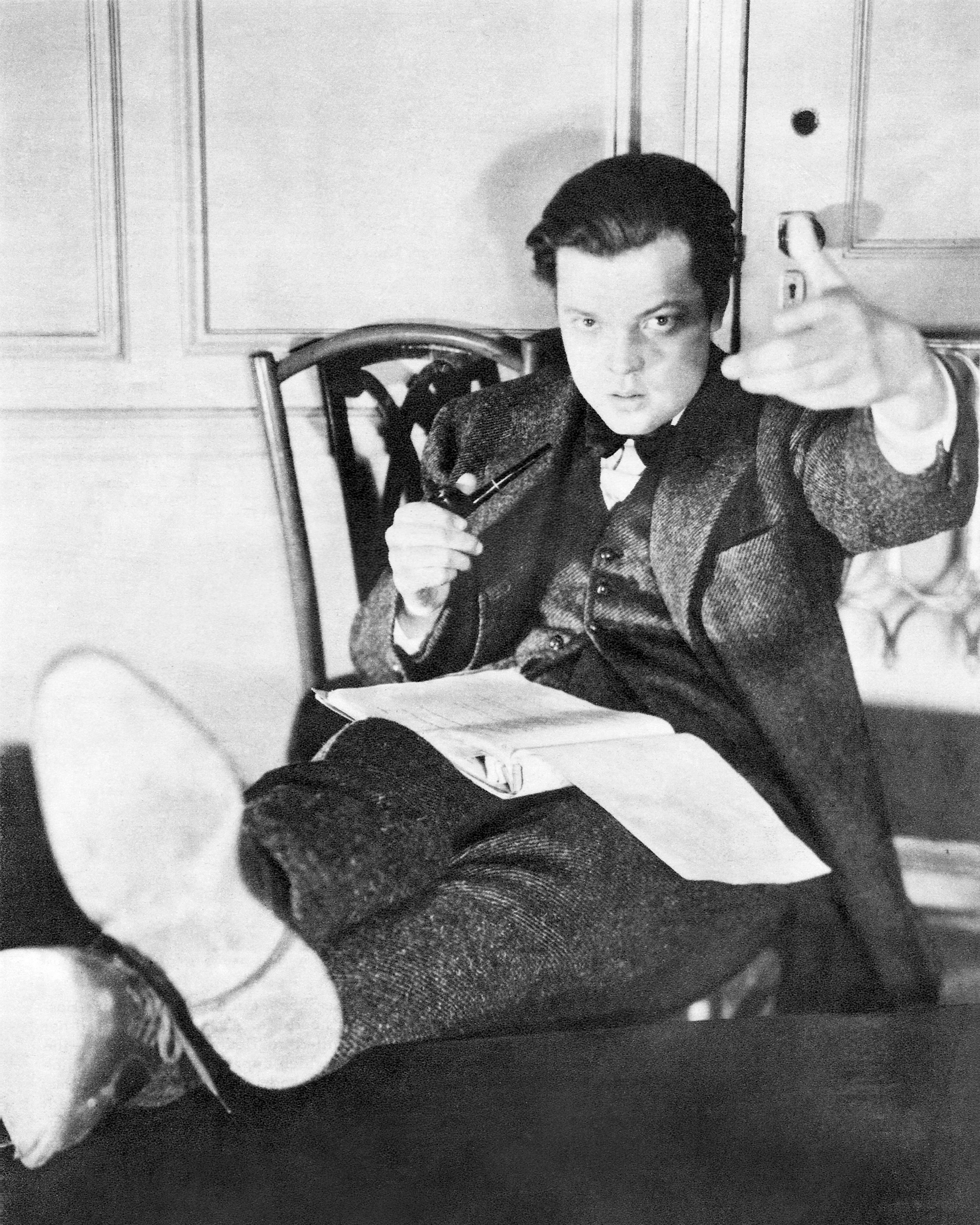
Orson Welles, 1938.

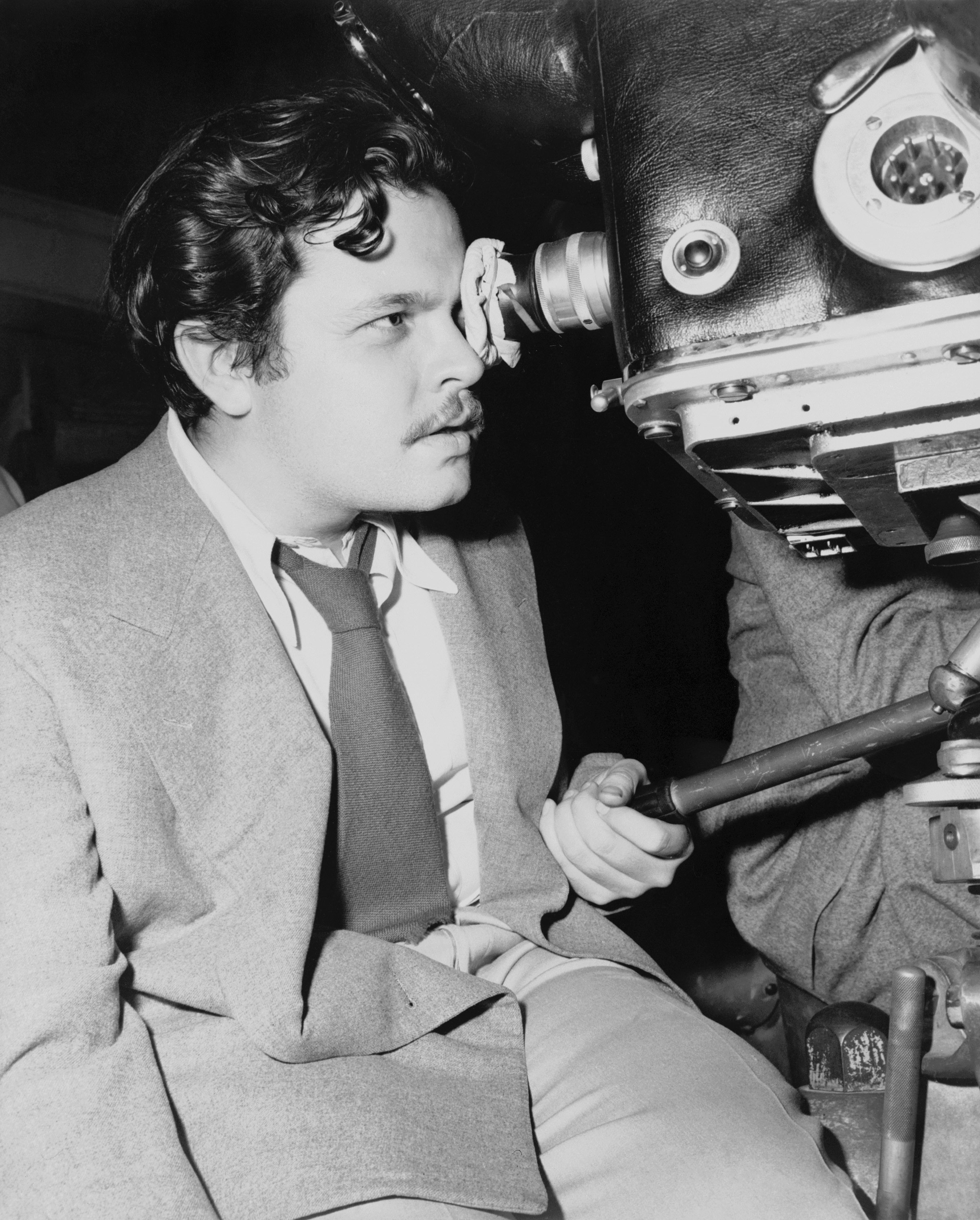
Orson Welles under inspelningen av De magnifika Ambersons (1942).

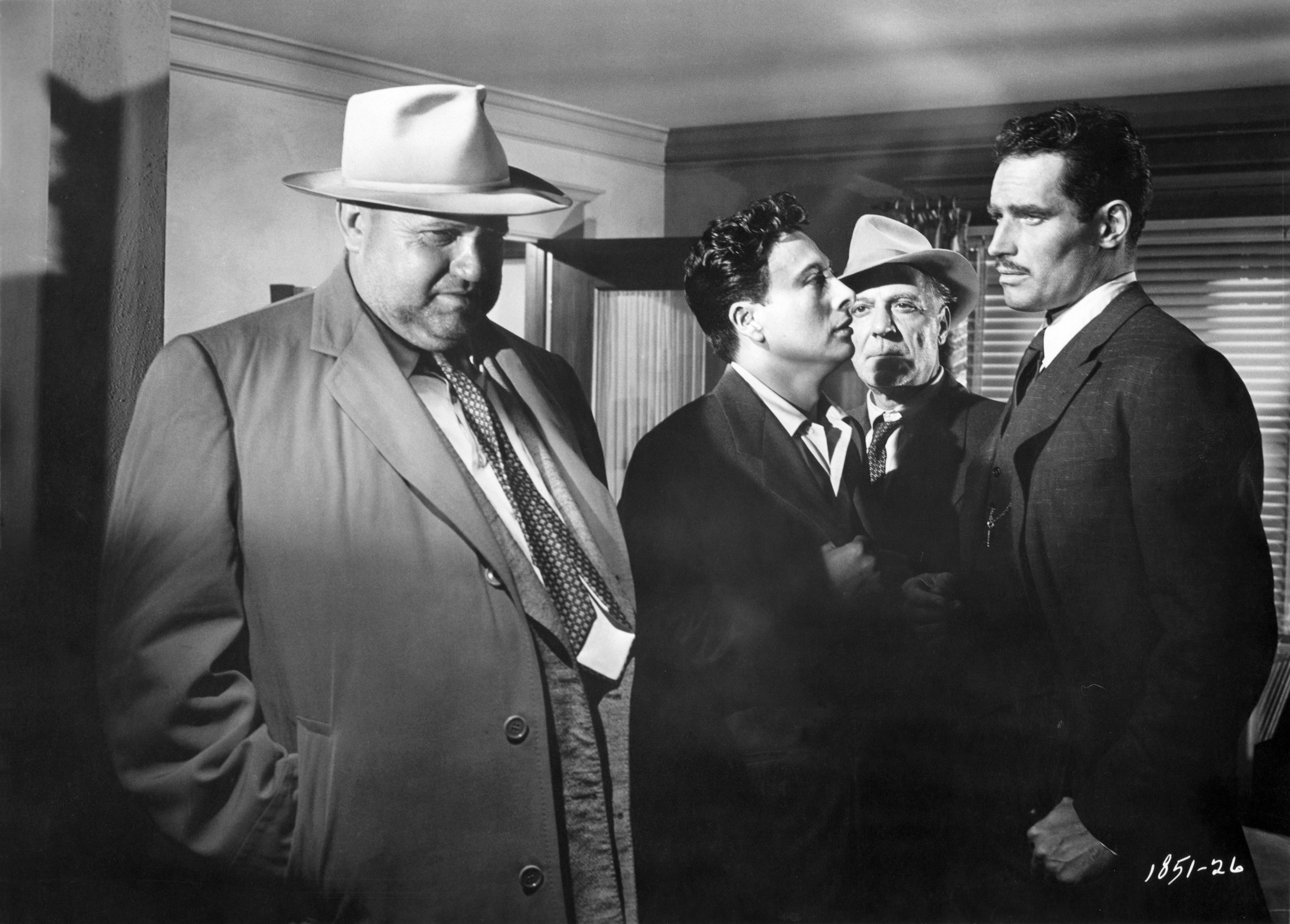
Orson Welles (till vänster) som den korrumperade polisen Hank Quinlan i En djävulsk fälla (1958).

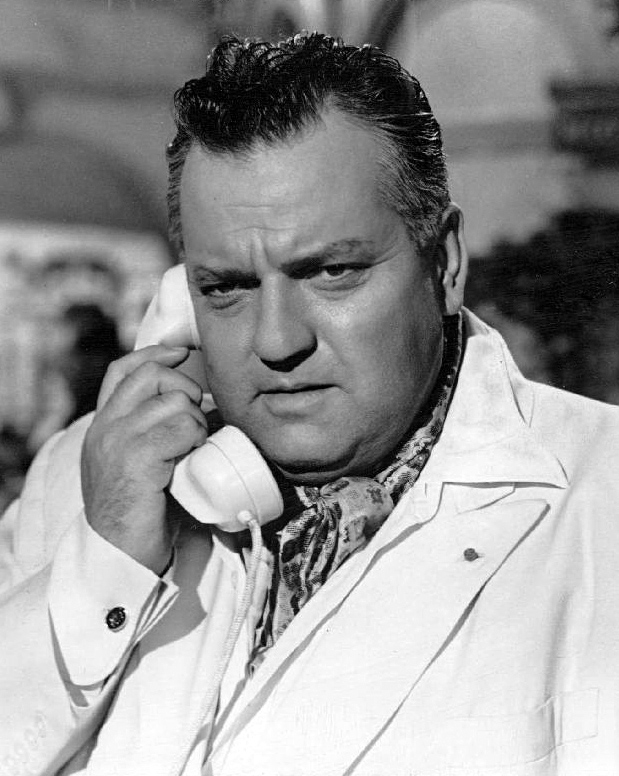
Orson Welles i Drama i spegel (1960).

George Orson Welles, född 6 maj 1915 i Kenosha i Wisconsin, död 10 oktober 1985 i Los Angeles i Kalifornien, var en amerikansk skådespelare, regissör, manusförfattare och producent, som arbetade inom teater, radio och film. Hans mest kända film är En sensation (Citizen Kane, 1941) som ofta ansetts som den bästa filmen genom tiderna.

## Biografi
George Orson Welles föddes i Kenosha, Wisconsin, av modern Beatrice (född Ives; 1882 eller 1883, död 1924) och fadern Richard Hodgdon Head Welles (född 1873, död 1930). Orson Welles far var uppfinnare och fabrikör, tills spriten tog överhanden och den alkoholiserade fadern försvann ur hans liv. Modern var pianist, men avled när Welles var nio år. Men redan innan moderns död hade Orson Welles fått en beskyddare, läkaren Maurice Bernstein. Denne såg till att han fick börja i Todd School i Woodstock, Illinois.
I skolan fick Orson Welles sitt första möte med teatern. Redan vid tolv års ålder spelade han titelrollen i Shakespeares Julius Caesar, som Welles även regisserade, allting med stor framgång. Femton år gammal reste han till Irland för teaterstudier vid Gate Theatre i Dublin. Han hade ett stort självförtroende och var duktig på att ta för sig och såg snabbt till att han fick ledande roller vid teatern. När han reste tillbaka till USA förväntade han sig att Broadway skulle ta emot honom med öppna armar, men han blev väldigt besviken när så inte skedde och reste istället till Marocko. 
Där hade han tagit på sig uppgiften att redigera Shakespeares samlade verk. Tillbaka igen i New York 1934 lyckades han på olika sätt bli medlem av Katherine Cornells teatergrupp och följde med på deras turné. 1935 träffade han John Houseman och tillsammans med honom satte han upp Shakespeares Macbeth. Alla roller spelades av svarta och handlingen utspelade sig på Haiti istället för Skottland.
Framgången fortsatte med en uppsättning av Dr. Faustus av Christopher Marlowe, med Welles själv i titelrollen. 1937 kunde han och John Houseman öppna sin Mercury Theatre, och de satte där upp Julius Caesar i modern tappning. Welles fick snart rykte om sig som en sensationsmakare; på söndagkvällen den 30 oktober 1938 spelade han upp en radiopjäs baserad på H.G. Wells bok Världarnas krig. Han inledde pjäsen som om det rörde sig om en nyhetssändning om att rymdvarelser skulle ha invaderat Grovers Mills, New Jersey, och orsakade därmed panik bland allmänheten - många flydde sina hem.
År 1939 kom han till Hollywood. Han började först skriva på ett manuskript efter Joseph Conrads roman Mörkrets hjärta, men han övergav det och började arbetet på En sensation. Det var tänkt att filmen skulle ha premiär i februari 1941, men premiären sköts upp flera månader, eftersom tidningsmagnaten William Randolph Hearst, på vilken rollkaraktären Kane delvis byggde, utövade sitt stora inflytande för att bannlysa filmen; bland annat förbjöd han allt omnämnande om filmen i sina tidningar. Förbudet hävdes senare och istället började Hearst-tidningarna att angripa filmen. En sensation hade premiär på biograferna i maj 1941 och Welles skrev därmed filmhistoria. 
Hans nästa film var De magnifika Ambersons (1942), men hans konstnärliga frihet blev beskuren och hans fortsatta karriär som regissör kom att bli en ständig kamp mot oförstående producenter. Många av de senare filmer han regisserade blev kommersiella fiaskon, och Welles tog sin tillflykt till Europa, där han var bosatt 1948–1975.
Som skådespelare gjorde han en av sina allra bästa roller som Harry Lime i Den tredje mannen (1949).
I sitt andra av tre äktenskap var han åren 1943–1947 gift med skådespelaren Rita Hayworth; deras stormiga äktenskap fyllde skvallerspalterna. I äktenskapet föddes dottern Rebecca (1944–2004).
Welles var mycket omskriven i pressen på grund av sin betydande dryckenskap och omåttliga matvanor – vid sin död vägde han närmare 175 kilo. Han älskade lyx, kvinnor och stora cigarrer.
Orson Welles aska begravdes i Ronda i Andalusien.

## Filmografi i urval
| År   | Filmtitel                           | Regissör | Manusförfattare | Producent | Skådespelare/röst | Noter                                                                  |
| ---- | ----------------------------------- | -------- | --------------- | --------- | ----------------- | ---------------------------------------------------------------------- |
| 1937 | The Spanish Earth                   |          |                 |           | Ja                | Berättarröst                                                           |
| 1940 | Skeppsbrottet vid den öde ön        |          |                 |           | Ja                | Berättarröst (ej krediterad)                                           |
| 1941 | En sensation                        | Ja       | Ja              | Ja        | Ja                | Originaltitel: Citizen Kane Manus i samarbete med Herman J. Mankiewicz |
| 1942 | De magnifika Ambersons              | Ja       | Ja              | Ja        | Ja                | Berättarröst                                                           |
| 1943 | Farlig medpassagerare               | Ja       | Ja              | Ja        | Ja                | Ej krediterad för varken manus, regi eller produktion                  |
| 1943 | Jane Eyre                           |          |                 |           | Ja                |                                                                        |
| 1944 | Hollywood dansar och ler            |          |                 |           | Ja                | Spelar sig själv                                                       |
| 1946 | I morgon och för alltid             |          |                 |           | Ja                |                                                                        |
| 1946 | Främlingen                          | Ja       | Ja              |           | Ja                | Ej krediterad för manus                                                |
| 1946 | Duell i solen                       |          |                 |           | Ja                | Berättarröst (ej krediterad)                                           |
| 1947 | Lady från Shanghai                  | Ja       | Ja              | Ja        | Ja                |                                                                        |
| 1948 | Macbeth                             | Ja       | Ja              | Ja        | Ja                |                                                                        |
| 1949 | Den tredje mannen                   |          |                 |           | Ja                |                                                                        |
| 1949 | Skälmarnas furste                   |          |                 |           | Ja                |                                                                        |
| 1950 | Svarta rosen                        |          |                 |           | Ja                |                                                                        |
| 1951 | Othello                             | Ja       | Ja              | Ja        | Ja                |                                                                        |
| 1955 | Napoleon - soldat och kejsare       |          |                 |           | Ja                |                                                                        |
| 1955 | Herr Satan själv                    | Ja       | Ja              |           | Ja                | Även art director och kostymdesign                                     |
| 1956 | Moby Dick                           |          |                 |           | Ja                |                                                                        |
| 1956 | I Love Lucy                         |          |                 |           | Ja                | TV-serie, avsnittet "Lucy Meets Orson Welles"                          |
| 1957 | Djävulsranchen                      |          |                 |           | Ja                |                                                                        |
| 1958 | Lång, het sommar                    |          |                 |           | Ja                |                                                                        |
| 1958 | En djävulsk fälla                   | Ja       | Ja              |           | Ja                |                                                                        |
| 1958 | Vikingarna                          |          |                 |           | Ja                | Berättarröst (ej krediterad)                                           |
| 1958 | Himlens rötter                      |          |                 |           | Ja                |                                                                        |
| 1959 | Brottslig drift                     |          |                 |           | Ja                |                                                                        |
| 1959 | Färja till Hongkong                 |          |                 |           | Ja                |                                                                        |
| 1960 | David och Goliath                   |          |                 |           | Ja                |                                                                        |
| 1960 | Austerlitz                          |          |                 |           | Ja                |                                                                        |
| 1961 | Konungarnas konung                  |          |                 |           | Ja                | Berättarröst (ej krediterad)                                           |
| 1962 | Processen                           | Ja       | Ja              |           | Ja                |                                                                        |
| 1963 | Hotel International                 |          |                 |           | Ja                |                                                                        |
| 1963 | Ro.Go.Pa.G.                         |          |                 |           | Ja                | delen "La ricotta"                                                     |
| 1965 | Falstaff                            | Ja       | Ja              |           | Ja                | Även kostym                                                            |
| 1966 | Brinner Paris?                      |          |                 |           | Ja                |                                                                        |
| 1966 | En man för alla tider               |          |                 |           | Ja                |                                                                        |
| 1967 | Casino Royale                       |          |                 |           | Ja                |                                                                        |
| 1968 | En odödlig historia                 | Ja       | Ja              |           | Ja                |                                                                        |
| 1969 | Slaget vid Neretva                  |          |                 |           | Ja                |                                                                        |
| 1970 | Brevet till Kreml                   |          |                 |           | Ja                |                                                                        |
| 1970 | Vackert, brorsan!                   |          |                 |           | Ja                | Berättarröst                                                           |
| 1970 | Moment 22                           |          |                 |           | Ja                |                                                                        |
| 1970 | Waterloo                            |          |                 |           | Ja                |                                                                        |
| 1970 | Is It Always Right to Be Right?     |          |                 |           | Ja                | Berättarröst                                                           |
| 1973 | B som i bluff                       | Ja       | Ja              |           | Ja                | Spelar sig själv                                                       |
| 1974 | Tio små negerpojkar                 |          |                 |           | Ja                | Röst                                                                   |
| 1975 | Rikki-Tikki-Tavi                    |          |                 |           | Ja                | Röst                                                                   |
| 1976 | De fördömdas resa                   |          |                 |           | Ja                |                                                                        |
| 1979 | Mupparna                            |          |                 |           | Ja                |                                                                        |
| 1980 | Shōgun                              |          |                 |           | Ja                | TV-miniserie, berättarröst                                             |
| 1980 | Tajna Nikole Tesle                  |          |                 |           | Ja                |                                                                        |
| 1981 | Det våras för världshistorien del 1 |          |                 |           | Ja                | Berättarröst                                                           |
| 1986 | The Transformers: The Movie         |          |                 |           | Ja                | Röst                                                                   |